# Кокшетау
Кокшета́у (каз. Көкшетау) — місто, центр Кокшетауської міської адміністрації та Акмолинської області Казахстану в цілому.

## Географія
Місто розташоване на березі озера Копа, за 299 км на північний захід від столиці країни Астани.

## Населення
Населення — 171630 осіб (2021; 135106 у 2009; 123389 у 1999, 136757 у 1989).

## Історія
Місто засноване 1824 року.
8 квітня 1940 року населений пункт при залізничній станції Кокчетав отримав статус селища міського типу — нині це мікрорайон навколо залізничної станції Кокшетау-1.
У 1944–1997 роках було центром Кокшетауської (до цього — Кокчетавської) області. До 1993 року місто називалось Кокчетав. З 1999 року місто є центром Акмолинської області.

## Музеї
- Музей історії міста Кокшетау

## Господарство
Залізничний вузол. Приладобудівний завод, завод киснево-дихальної апаратури, хімічний комбінат. Харчова, легка промисловість. Педагогічний інститут.

## Уродженці
- Маслянка Віталій Іванович (1972—2016) — сержант Збройних сил України, учасник російсько-української війни.